# Amt Lünen
| Amt in Preußen     | Amt in Preußen                |
| ------------------ | ----------------------------- |
| Name               | Lünen                         |
| Bestandszeitraum   | 1844–1905                     |
| Provinz            | Westfalen                     |
| Regierungsbezirk   | Arnsberg                      |
| Landkreis          | Dortmund                      |
| Fläche             | 61,93 km² (1905)              |
| Einwohner          | 30.071 (1905)                 |
| Bevölkerungsdichte | 486 Einw./km² (1905)          |
| Gemeinden          | 15 (1844–1873) 14 (1873–1905) |

Das Amt Lünen war von 1844 bis 1905 ein Amt im Landkreis Dortmund in der preußischen Provinz Westfalen. Das Gebiet des ehemaligen Amtes gehört heute zu den Städten Dortmund und Lünen.

## Geschichte
Im Rahmen der Einführung der Landgemeindeordnung für die Provinz Westfalen wurde 1844 im Kreis Dortmund aus der Bürgermeisterei Lünen das Amt Lünen gebildet. Die Bürgermeisterei Lünen war in der Franzosenzeit im Kanton Dortmund des Großherzogtums Berg eingerichtet worden.
Das Amt umfasste zunächst 15 Gemeinden:
| - Altenderne-Niederbecker - Altenderne-Oberbecker - Beckinghausen - Brambauer - Brechten - Eving - Gahmen - Holthausen bei Lünen | - Horstmar - Hostedde - Kemminghausen - Kirchderne - Lindenhorst - Lippholthausen - Lünen (Titularstadt) |

Lünen, bis dahin nur Titularstadt, erhielt am 15. August 1873 die Städteordnung für die Provinz Westfalen, schied aus dem Amt Lünen aus und wurde amtsfrei. Der Sitz des Amtes Lünen wurde 1891 nach Kirchderne verlegt.
Am 1. April 1905 wurde das Amt Lünen in die beiden neuen Ämter Kirchderne und Eving aufgespalten. Brambauer, Brechten, Eving, Holthausen bei Lünen, Kemminghausen, Lindenhorst und Lippholthausen kamen zum Amt Eving, während Altenderne-Niederbecker, Altenderne-Oberbecker, Beckinghausen, Gahmen, Horstmar, Hostedde und Kirchderne zum Amt Kirchderne kamen.

## Einwohnerentwicklung
| Jahr | Einwohner | Quelle |
| ---- | --------- | ------ |
| 1839 | 05.272    | [ 8 ]  |
| 1859 | 06.756    | [ 9 ]  |
| 1871 | 07.027    | [ 10 ] |
|      |           |        |
| 1885 | 06.553    | [ 11 ] |
| 1895 | 14.048    | [ 12 ] |
| 1905 | 30.071    | [ 13 ] |

Das Amt wurde 1873 verkleinert.